# نولان عريض الأوراق
نولان عريض الأوراق (الاسم العلمي:Nolana platyphylla) هو نوع نباتي يتبع جنس النولان من فصيلة الباذنجانية.